# Baie Marmette Sud
Pour les articles homonymes, voir Marmette et Lac Marmette.
La baie Marmette Sud est un vaste plan d'eau douce de la partie Centre-Est du réservoir Gouin, dans le territoire de la ville de La Tuque, en Haute-Mauricie, dans la région administrative de la Mauricie, dans la province de Québec, au Canada.
Ce lac s’étend dans les cantons de Marmette (partie Nord), de Chapman (partie Sud) et de Nevers (une petite baie de la partie Sud-Est). À la suite de l’aménagement complétée en 1948 du barrage Gouin, la forme actuelle de la baie Marmette Sud a été façonnée par le rehaussement des eaux du réservoir Gouin. Le niveau de l’eau varie significativement, étant tributaire de la gestion des eaux du barrage Gouin.
Les activités récréotouristiques constituent la principale activité économique du secteur. La foresterie arrive en second.
Une branche routière se reliant vers le Sud à la route 400 dessert la partie Sud de la baie Marmette Sud et la partie Sud-Ouest du « Lac des Cinq Milles ». La route 400 relie le barrage Gouin au village de Parent, dessert aussi les vallées des rivières Jean-Pierre et Leblanc ; cette route dessert aussi la péninsule qui s’étire vers le Nord dans le réservoir Gouin sur 30,1 km. Quelques routes forestières secondaires sont en usage à proximité pour la foresterie et les activités récréotouristiques.
La surface de la baie Marmette Sud est habituellement gelée de la mi-novembre à la fin avril, toutefois la circulation sécuritaire sur la glace se fait généralement du début décembre à la fin de mars.

## Géographie
Les bassins versants voisins de la baie Marmette Sud sont :
- côté nord : lac Fou, baie Wacawkak, lac Marmette (réservoir Gouin), lac Kawawiekamak, lac Magnan (réservoir Gouin), lac McSweeney ;
- côté est : lac Magnan (réservoir Gouin) (baie Sud), lac Brochu (réservoir Gouin), lac Nevers (réservoir Gouin) ;
- côté sud : lac Chapman (réservoir Gouin), lac Garancières, lac Francoeur ;
- côté ouest : lac Lepage (rivière Wacekamiw), rivière Wacekamiw, rivière Nemio, lac Bureau (réservoir Gouin).

La baie Marmette Sud est surtout alimentée par la décharge du lac Garancières se déversant dans une baie du côté Sud, la décharge de quelques lacs non identifiés du côté Ouest et l’embouchure du lac McSweeney (du côté Nord-Est).
D’une longueur de 25,7 km, cette baie se caractérise par (sens horaire) :
1. Côté Est : île de l'Oasis : d’une longueur de 20,9 km (sens Nord-Sud) et d’une largeur maximale de 3,1 km, démarquant la baie Marmette Sud et le lac Magnan (réservoir Gouin) (partie Nord de l’île) ; et démarquant le lac Nevers (réservoir Gouin) (partie Sud de l’île). Note : cette île comporte la baie Kapiskitcitciwecimok d’une longueur de 6,0 km (sens Nord-Sud) et ouverte vers le Sud-Est ; ainsi que la "baie de l'Oasis" dans la partie Sud de l'île ;
2. Côté Sud : la "passe de l'Oasis" laquelle reçoit les eaux de la "baie de l'Oasis" ;
3. une île d’une longueur de 4,3 km située au Sud-Est, barrant l’embouchure de la baie Marmette Sud ;
4. une presqu’île montagneuse s’étirant vers le Nord sur 17,9 km démarquant du côté Est la baie du Sud d’une longueur de 14,3 km qui reçoit les eaux du lac Garancières et d’un ensemble de plans d’eau ;
5. côté Ouest : une presqu’île du côté Ouest s’étirant vers le Nord sur 25,7 km, soit de l’entrée de la baie Marmette Sud, jusqu’au fond d’une baie étroite. Note : la rive Ouest de cette dernière baie est difforme, comportant de nombreuses petites îles et petites presqu’îles. Tandis que la partie Nord de la rive Ouest comporte une petite baie d’une longueur de 2,2 km s’avançant vers l’Ouest.

La confluence de la baie Marmette Sud et du lac Chapman (réservoir Gouin) est localisée à :
- 32,7 km au Sud-Est du centre du village de Obedjiwan lequel est situé sur une presqu’île de la rive Nord du réservoir Gouin ;
- 41,1 km à l’Ouest du barrage Gouin ;
- 87,7 km au Nord-Ouest du centre du village de Wemotaci (rive Nord de la rivière Saint-Maurice) ;
- 178,7 km au Nord-Ouest du centre-ville de La Tuque ;
- 282 km au Nord-Ouest de l’embouchure de la rivière Saint-Maurice (confluence avec le fleuve Saint-Laurent à Trois-Rivières)[1].

À partir de la confluence de la passe de l'Oasis (partie Sud-Est de la Baie Marmette Sud) et du lac Nevers (réservoir Gouin), le courant descend sur 49,4 km jusqu'au réservoir Gouin, selon les segments suivants :
- 7,3 km vers le Nord, puis vers le Sud-Est en contournant l'île à la Croix, jusqu'à la passe Kanatawatciwok, de la passe Kanatawatciwok (près de l’île aux Femmes) reliant le lac Nevers (réservoir Gouin) et le lac Brochu (réservoir Gouin) ;
- 41,1 km passant au Sud de l’île Kaminictikotanak et en contournant par le Nord une grande péninsule rattachée à la rive Sud du réservoir Gouin. Puis descendant dans le bras Sud-Est du lac Brochu (réservoir Gouin) ; et vers l’Est dans la baie Kikendatch jusqu’au barrage Gouin.

À partir de ce barrage, le courant emprunte la rivière Saint-Maurice jusqu’à Trois-Rivières.

## Toponymie
Le terme « Marmette » constitue un patronyme de famille d’origine française.
Le toponyme "Baie Marmette Sud" a été officialisé le 2 août 1991 par la Commission de toponymie du Québec.